# Plouézec
Plouézec (bretonisch Ploueg-ar-Mor) ist eine  französische Gemeinde mit 2985 Einwohnern (Stand: 1. Januar 2022) im Département Côtes-d’Armor in der Region Bretagne. Sie gehört zum Arrondissement Guingamp und zum Kanton Paimpol. Die Einwohner werden Plouézecain(es) genannt.
Die Gemeinde erhielt die Auszeichnung „Eine Blume“, die vom Conseil national des villes et villages fleuris (CNVVF) im Rahmen des jährlichen Wettbewerbs der blumengeschmückten Städte und Dörfer verliehen wird.

## Geographie
Plouézec liegt an der Kanalküste, die die Gemeinde im Norden und Osten begrenzt. Vorgelagert sind die beiden Inseln Petit Mez du Goëlo und Grand Mez du Goëlo. Umgeben wird Plouézec von den Nachbargemeinden Plouha und Lanloup im Südosten, Pléhédel im Süden, Yvias im Südwesten Kerfot im Westen sowie Paimpol im Nordwesten.
Durch die Gemeinde führt die frühere Route nationale 786.

## Bevölkerungsentwicklung

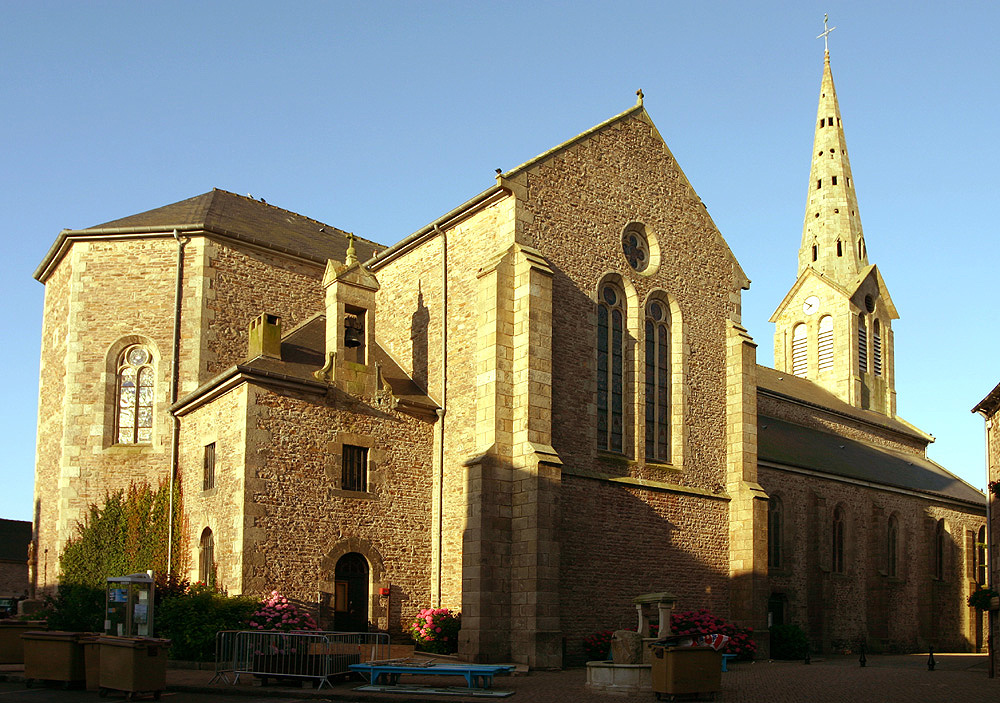
Kirche Notre-Dame du Gavel

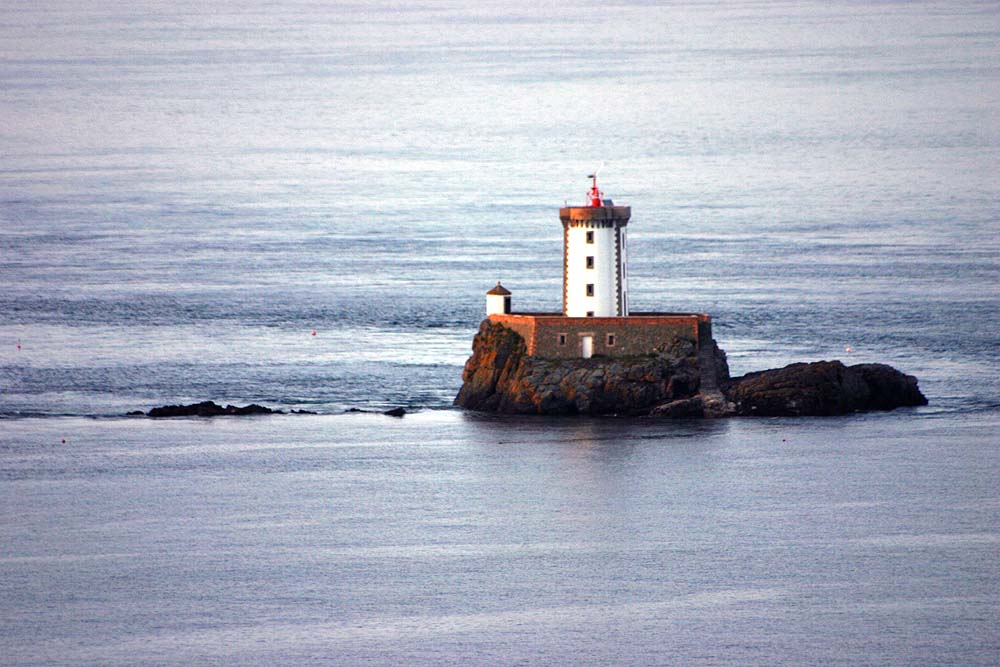
Leuchtturm L’Ost-Pic (auch Lost-Pic oder l'Hospic) auf der Mez du Goëlo

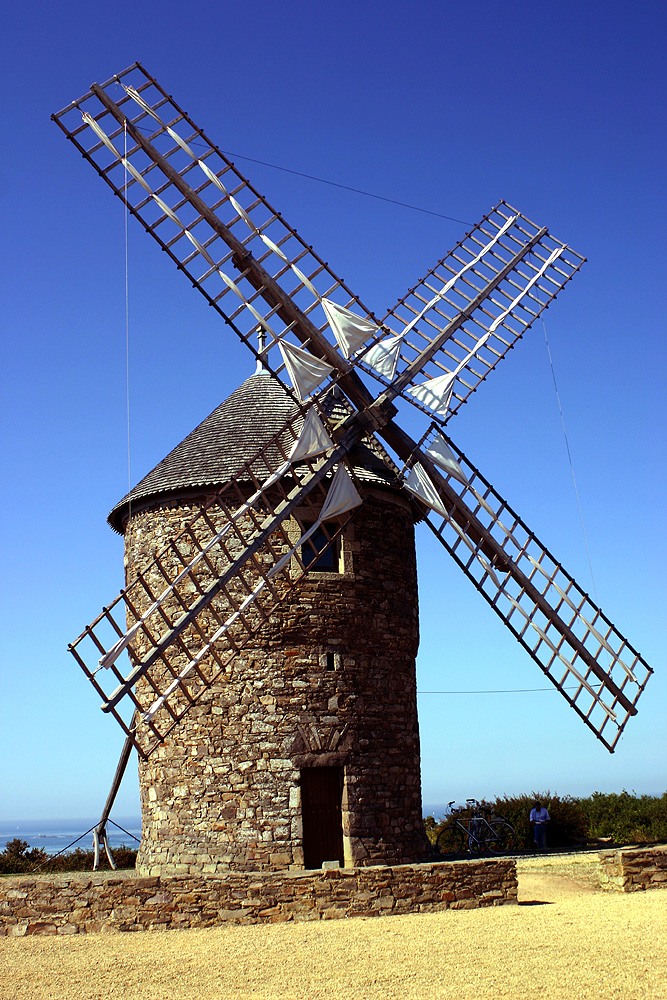
Mühle von Craca

| Plouézec: Einwohnerzahlen von 1793 bis 2016                                                                                | Plouézec: Einwohnerzahlen von 1793 bis 2016 | Plouézec: Einwohnerzahlen von 1793 bis 2016 | Plouézec: Einwohnerzahlen von 1793 bis 2016 | Plouézec: Einwohnerzahlen von 1793 bis 2016 |
| --- | ------------------------------------------- | ------------------------------------------- | ------------------------------------------- | ------------------------------------------- |
| Jahr |                                             |                                             |                                             | Einwohner                                   |
| 1793 | 1793                                        |                                             | 2.470                                       | 2.470                                       |
| 1800 | 1800                                        |                                             | 2.809                                       | 2.809                                       |
| 1806 | 1806                                        |                                             | 3.006                                       | 3.006                                       |
| 1821 | 1821                                        |                                             | 3.365                                       | 3.365                                       |
| 1831 | 1831                                        |                                             | 4.138                                       | 4.138                                       |
| 1836 | 1836                                        |                                             | 3.922                                       | 3.922                                       |
| 1841 | 1841                                        |                                             | 4.074                                       | 4.074                                       |
| 1846 | 1846                                        |                                             | 4.147                                       | 4.147                                       |
| 1851 | 1851                                        |                                             | 4.447                                       | 4.447                                       |
| 1856 | 1856                                        |                                             | 4.459                                       | 4.459                                       |
| 1861 | 1861                                        |                                             | 4.565                                       | 4.565                                       |
| 1866 | 1866                                        |                                             | 4.645                                       | 4.645                                       |
| 1872 | 1872                                        |                                             | 4.091                                       | 4.091                                       |
| 1876 | 1876                                        |                                             | 4.685                                       | 4.685                                       |
| 1881 | 1881                                        |                                             | 4.457                                       | 4.457                                       |
| 1886 | 1886                                        |                                             | 4.715                                       | 4.715                                       |
| 1891 | 1891                                        |                                             | 4.925                                       | 4.925                                       |
| 1896 | 1896                                        |                                             | 4.561                                       | 4.561                                       |
| 1901 | 1901                                        |                                             | 4.687                                       | 4.687                                       |
| 1906 | 1906                                        |                                             | 4.786                                       | 4.786                                       |
| 1911 | 1911                                        |                                             | 4.842                                       | 4.842                                       |
| 1921 | 1921                                        |                                             | 4.557                                       | 4.557                                       |
| 1926 | 1926                                        |                                             | 4.439                                       | 4.439                                       |
| 1931 | 1931                                        |                                             | 4.421                                       | 4.421                                       |
| 1936 | 1936                                        |                                             | 4.007                                       | 4.007                                       |
| 1946 | 1946                                        |                                             | 3.787                                       | 3.787                                       |
| 1954 | 1954                                        |                                             | 3.729                                       | 3.729                                       |
| 1962 | 1962                                        |                                             | 3.643                                       | 3.643                                       |
| 1968 | 1968                                        |                                             | 3.481                                       | 3.481                                       |
| 1975 | 1975                                        |                                             | 3.399                                       | 3.399                                       |
| 1982 | 1982                                        |                                             | 3.124                                       | 3.124                                       |
| 1990 | 1990                                        |                                             | 3.089                                       | 3.089                                       |
| 1999 | 1999                                        |                                             | 3.181                                       | 3.181                                       |
| 2006 | 2006                                        |                                             | 3.306                                       | 3.306                                       |
| 2011 | 2011                                        |                                             | 3.332                                       | 3.332                                       |
| 2016 | 2016                                        |                                             | 3.210                                       | 3.210                                       |
| Quelle(n): EHESS/Cassini bis 1999, INSEE ab 2006 Anmerkung(en): Ab 1962 offizielle Zahlen ohne Einwohner mit Zweitwohnsitz |                                             |                                             |                                             |                                             |

## Sehenswürdigkeiten
Siehe auch: Liste der Monuments historiques in Plouézec
- Herrenhaus im Übergang des 16. zum 17. Jahrhundert, seit 2016 als Monument historique eingeschrieben
- Kirche Saint-Pierre (auch Notre-Dame du Gavel) aus dem Jahr 1868
- Kapelle Paule aus dem 17. Jahrhundert
- Kapelle Petit Saint-Loup, Anfang des 19. Jahrhunderts erbaut
- Kapelle Saint-Riom (auch Kapelle Saint-Laurent) aus dem 14./15. Jahrhundert
- Mühle von Craca, 1844 erbaut, 1928 aufgegeben, 1976 Ruine, dann restauriert
- Leuchtturm L’Ost-Pic auf der vorgelagerten Insel Mez du Goëlo